# Блеженій-де-Жос
Блеженій-де-Жос (рум. Blăjenii de Jos) — село у повіті Бистриця-Несеуд в Румунії. Входить до складу комуни Шинтеряг.
Село розташоване на відстані 332 км на північний захід від Бухареста, 11 км на захід від Бистриці, 71 км на північний схід від Клуж-Напоки.

## Населення
За даними перепису населення 2002 року у селі проживали 426 осіб.
Національний склад населення села:
| Національність | Кількість осіб | Відсоток |
| -------------- | -------------- | -------- |
| румуни         | 420            | 98,6%    |
| угорці         | 6              | 1,4%     |

Рідною мовою назвали:
| Мова      | Кількість осіб | Відсоток |
| --------- | -------------- | -------- |
| румунська | 419            | 98,4%    |
| циганська | 6              | 1,4%     |